# Dasyhelea penthesileae
Dasyhelea penthesileae är en tvåvingeart som beskrevs av John William Scott Macfie 1935. Dasyhelea penthesileae ingår i släktet Dasyhelea och familjen svidknott. Inga underarter finns listade i Catalogue of Life.